# ひなきみわ
ひなき みわは、日本の漫画家。女性。デビュー作は『miifa』。

## 略歴
- 2009年 - 成安造形大学卒業。卒業式が間近の頃に友人が出版社へ持ち込みへ行くと聞いた時、一緒に行くことが出来なかったので卒業制作で製作した『miifa』の原型の漫画を託し、それを友人が編集部に渡したところ即連載を獲得。そのため新人賞受賞歴は全くなしという異例の作家である[1][2]。

## 作品リスト
- miifa[注 1]（講談社、モーニングKC、全4巻）
  1. 2010年11月22日発売[3]、『モーニング』2010年1号[注 2][1][4] - 9号、11号 - 15号、17号 - 44号、ISBN 978-4-06-372959-7
  2. 2011年8月23日発売[5]、『モーニング』2010年45号 - 52号、2011年1号 - 15号、17号 - 33号、ISBN 978-4-06-387034-3
  3. 2012年8月23日発売[6]、『モーニング』2011年34号 - 52号、2012年1号 - 29号、31号 - 33号、ISBN 978-4-06-387136-4
  4. 2014年2月21日発売[7]、『モーニング』2012年35号、37・38合併号 - 44号、46号 - 2013年10号、12号、13号、15号 - 28号、30号 - 41号、43号 - 52号[8]、ISBN 978-4-06-387287-3
- Piyocolate（ぴよこれいと）[注 3]（集英社、マーガレットコミックス、『マーガレット』2012年8号[9] - 休載中[注 4]、既刊1巻）
  1. 2014年12月25日発売[10]、『マーガレット』2012年8号[9] - 15号、17号 - 23号、2013年1号 - 22号、24号、2014年1号 - 15号、17号 - 18号、6号別冊ふろく『Girl's Lily』、ISBN 978-4-08-845317-0

### イラスト
- ビッチの触り方（2012年4月26日発売[11]、著者：湯山玲子、イラスト：ひなきみわ、飛鳥新社、ISBN 978-4-86410-167-7）
- PJ定番ブラでコンプレックス解消!（『PEACH JOHN smile』2013年秋冬号）

### その他
- まんがに歴史あり（第51回）（『コーラス』2011年10月号、インタビュー）

### 単行本未収録作品
- 合コン四季報（『SPA!』2011年1月25日号）
- ViViセックスリポート2011（『ViVi』2011年4月号）
- miifaといっしょにゲット!ビューティ（『GJ』（ピーチ・ジョンが発行しているコスメカタログ）2011年Vol.19）
- パチパチズになりたい!!AYAMOの成功リアルSTORY（『Zipper』2011年11月号）
- ミーファ、109ABENOへ行く!《出張miifa》（『ViVi』増刊109BOOK　2011年11月号Vol.4）
- 次にくるギャグマンガを体感せよ!!出張miifa（『ダ・ヴィンチ』2012年3月号）
- ViViセックスリポート2012（『ViVi』2012年4月号）
- 花びら初回転（『本当にあった笑える話Pinky』2012年4月号、6月号、2013年4月号）
- くつだる。+[12][13]（『モーニング』2014年20号）
- 私が愛したトンデモかわいい男たち《出張miifa》（『an・an』2012年7月18日号（NO.1815））
- 読者の深酒やっちまった列伝（『VoCE』2014年1月号）
- スメルズライク♀スピリッツ（『EX大衆』2014年4月号 - 連載中）
- 気になるお値段いくらちゃん（『Hot Pepper』2014年10月号 - 2023年12月号[14]）
- Tシャツ失敗談（『CLASSY.』2015年7月号）